# Lurkmore.to
Lurkmore ou Lurkomorye (em russo: Луркоморье) é uma enciclopédia online no formato Wiki sobre folclore, cultura e memes. Criada em julho de 2007, é um dos sítios mais visitados segundo o Alexa.
Em outubro de 2011, o endereço IP Lurkmore.to foi bloqueado a partir de uma decisão do Serviço Federal para Supervisão de Comunicação, Informação Tecnológica e Mídia em Massa. Apesar de tal controvérsia, voltou ao ar e recebeu o prêmio de "melhor cerimônia humorística" pela revista Maxim.